# The Color of Violence
The Color of Violence es un proyecto de música experimental formado en el año 2002. Tras un hiato de más de tres años, la banda reformada Travis Richter y Derek Bloom, lanzó el álbum Youthanize en abril del 2009 por Epitaph Records.

## Historia

### Inicios (2002-2006)
Skeleton Slaughter vs. Fetus Destroyer se formó como una banda de tiempo completo, en el año 2002. Comenzando con un estilo grindcore, inspirados en Discordance Axis.
Su primera formación fue Travis Richter (voz), Chad Crews (guitarra), Matt Good (guitarra), Joey Antillion (bajo) y Derek Bloom (batería). En el mismo año, la banda cambió su nombre a The Color of Violence, con esto, lanzado su primer trabajo en 2003, llamado Tour EP. Después de eso, la banda se centró en su otro proyecto, From First to Last, en el que Richter, Good y Antillion participaban.)
En diciembre de 2006, Richter y Bloom dicieron volver a hacer música con TCOV, como un dúo, enviando un par de demos a Brett Gurewitz, fundador de Epitaph Records y guitarrista de la banda de punk rock Bad Religion.

### Youthanize(2008-presente)
En diciembre del 2007 se lanzó un boletín en su MySpace oficial, anunciando la grabación de un álbum el año siguiente. En el año 2008, la banda publicó una versión regrabada de God Gave Me Deeze Nutzz en dicha plataforma.
El 10 de noviembre de 2008, en el MySpace de From First to Last, se publicó que TCOV lanzaría un álbum en el año 2009. El 12 de febrero de 2009 se lanzó la versión Rock Music de Pixies.
Su primer trabajo con Epitaph Records fue grabado en diciembre del 2008, siendo Youthanize lanzado el 7 de abril de 2009. El álbum no logró figurar en ningún chart, aunque recibió 4 estrellas de Alternative Press.
El grupo tocó el 26 de julio en el Warped Tour 2009, también teloneó a From First to Last en su tour, en octubre.

## Miembros
| Miembros actuales - Travis Richter ("Guy Nucleosity") – voces, guitarras (2002–2003, 2006–2009, 2017–presente) - Derek Bloom ("Glitch Killgasm") – batería, guitarras, bajo, sintetizadores, coros (2002–2003, 2006–2009 2017–presente) | Miembros anteriores - Matt Good – guitarras, coros (2002–2003) - Chad Crews – guitarras (2002–2003) - Joey Antillion – bajo (2002–2003) - Jon Syverson – batería (2009) |

## Discografía
Álbumes de estudio
- Youthanize (2009)

EPs
- Tour EP (2003)[3]
- Cholera Violins (2020)

Mixtapes
- H A L L O W E E N (2017)
- I Can't Believe It's Not Garbage Vol.1 (2017)
- Fright Fiesta (2019)

Sencillos
- Dreadophile (2018)
- M I I N E (2020)